# Bron
Bron település Franciaországban, Métropole de Lyon különleges státuszú nagyvárosban (métropole: nagyjából „megyei jogú város”). Lakosainak száma 42 850 fő (2022. január 1.). Bron Vaulx-en-Velin, Vénissieux, Villeurbanne, Chassieu, Saint-Priest és Lyon községekkel határos.

## Népesség
A település népességének változása:
| Lakosok száma | 38 746 | 39 283 | 40 694 | 41 589 | 41 543 | 42 216 | 42 244 | 42 442 | 43 049 | 42 850 |
|               | 2013   | 2014   | 2015   | 2016   | 2017   | 2018   | 2019   | 2020   | 2021   | 2022   |